# 萨摩斯专区
萨摩斯专区（希臘語：Περιφερειακή ενότητα Λέσβου），是希腊北愛琴大區的一个专区。专区范围为整个萨摩斯岛及周边小岛，首府为萨摩斯镇。专区面积为477.4平方公里，2011年人口数量为32,977人。

## 行政
在2011年卡利克拉提斯改革方案中，希腊所有州份被取消。原萨摩斯州分为萨摩斯专区和伊卡里亚专区。当时萨摩斯专区只下辖一个市镇，即萨摩斯市镇。2019年克里斯提尼一号改革方案后专区分为2个市镇：
- 东萨摩斯（绿色部分）
- 西萨摩斯（粉红色部分）